# БТЗ-3
БТЗ-3 (рус. Броневой Топливный Заправщик; модель 3) — российский броневой топливозаправщик. Предназначен для транспортирования топлива и масла в боевых условиях сложного рельефа местности и водных преград.
Возможно аббревиатура БТЗ расшифровывается — броневой транспортёр заправщик.

## История создания
Во время боевых действий в Афганской войне Советской армией ВС СССР был получен негативный опыт при перевозке топлива. В связи с этим Министерством обороны СССР была поставлена задача решения проблемы защищённости топлива при перевозке. Однако решением специальной комиссии работы в направлении создания бронированных топливозаправщиков, которые находились на стадии технического проекта, были свёрнуты. Причиной послужил вывод советских войск из Афганистана.
В ходе первой чеченской кампании вопрос о создании бронированных топливозаправщиков был поднят вновь. Разработка машины была поручена Конструкторскому бюро специального машиностроения, работами руководил А. В. Пантелеев. В результате были проработаны различные варианты машины. После рассмотрения, Министерством обороны был вариант на базе БМП-1.
В ходе работ были созданы две опытные машины, одна была отправлена на полигон, вторая проходила испытания в боевых условиях. В ходе испытаний БТЗ-3 хорошо себя показала.

## Серийное производство
После прохождения испытаний машины были готовы для серийного производства, с 15 ноября 2001 года БТЗ-3 предлагается Конструкторским бюро специального машиностроения на рынке нефтегазового оборудования в качестве топливного транспортёра.

## Описание конструкции
Конструкция машины представляет собой БМП-1, с которой была демонтирована башня. В составе машины имеются ёмкости для заправки топливом и маслом. Объём ёмкостей позволяет перевозить до 3000 литров топлива и до 100 кг масла. Машина способна осуществлять заправку или перекачку горючего, для этого в БТЗ-3 установлена раздаточная система, в которую входит рукав длиной 9 метров и раздаточный кран РК-32. Расход системы составляет не менее 150 л/мин. Перевод машины из походного положения в боевое и наоборот составляет 3 минуты. Рабочий диапазон температур машины — от -30° до +30°С.

### Средства наблюдения и связи
Для выполнения боевых задач машина оборудована радиостанцией Р-123М.

### Ходовая часть
В БТЗ-3 установлена пятиступенчатая механическая коробка переключения передач.

## Служба и боевое применение
1. Первая чеченская война[1].